# Hawkman
Hawkman is een superheld uit de strips van DC Comics. Hij werd bedacht door schrijver Gardner Fox en tekenaar Dennis Neville.
In de loop der jaren zijn er vier personages geweest met de naam Hawkman. De meeste waren aliens van de planeet Thanagar. De meeste incarnaties van Hawkman werden vergezeld door een Hawkgirl of Hawkwoman.

## Publicatiegeschiedenis

### Golden Age
Hawkman maakte zijn debuut in Flash Comics # 1 (1940), en was in de Golden Age van de strips een bekend personage. Deze Hawkman was de reïncarnatie van een Egyptische prins. Hij gebruikte het speciale metaal genaamd “Nth methal” om te kunnen vliegen. Daar hij archeoloog van beroep was, gebruikte hij veel oude wapens.
Hawkman werd lid van de Justice Society of America in All Star Comics #3 (Winter 1940). In deel #8 werd hij zelfs voorzitter van de JSA, een positie die hij behield tot de JSA stripserie werd stopgezet. Hij was tevens het enige personage van de JSA die in elke strip meedeed. Hawkman werd geholpen door de originele Hawkgirl, de reïncarnatie van zijn vriendin.
Net als bij de meeste andere helden daalde Hawkmans populariteit na de Tweede Wereldoorlog. Hij werd voor het laatst gezien in All Star Comics #57 (1951).

### Silver Age
In de jaren 50 slaagde DC Comics erin veel van zijn oude helden weer populair te maken door ze een andere oorsprong en uiterlijk te geven. Ook Hawkman werd geherintroduceerd, maar als een compleet nieuw personage. Deze Hawkman was Katar Hol, een agent van de planeet Tanagar. Hij kwam naar de aarde om een voortvluchtige crimineel te arresteren, en bleef naderhand om de orde te handhaven op Aarde.
Deze Hawkman werd een lid van de Justice League. Tevens kreeg hij zijn eigen stripserie die enkele jaren liep. Vanwege tegenvallende verkoopcijfers werd de strip gecombineerd met verhalen van de Atom. Atom and Hawkman liep slechts een jaar.

### Moderne tijd
In het verhaal Crisis on Infinite Earths onderging het gehele DC Universum een grote verandering. Een nieuwe continuïteit werd bedacht waarin zowel Silver Age als Golden Age personages bestonden, vaak met een nieuwe achtergrond.
DC paste Hawkmans achtergrond aan in een miniserie genaamd Hawkworld. In deze serie werd onthuld dat Katar Hol eerst vele dingen meemaakte op andere planeten, en pas recentelijk naar de Aarde was gekomen. In de jaren daarvoor was een andere Thangariaan genaamd Fel Andar op Aarde gearriveerd en lid geworden van de Justice League.
In de serie Zero Hour werden de verschillende Hawkmen gefuseerd tot een "Hawkgod", die zijn eigen serie had midden jaren 90. Al snel besloot DC dat door al deze veranderingen Hawkmans geschiedenis te complex was geworden, en hij verdween lange tijd uit de strips.
Eind jaren 90 werd Hawkmans definitieve oorsprong vastgesteld. Hij was in werkelijkheid Carter Hall, een man die al eeuwenlang reïncarneerde van lichaam naar lichaam samen met zijn vriendin Shiera. Zijn krachten kwamen van het buitenaardse Nth metaal.
Met deze nieuwe achtergrond kreeg Hawkman in 2002 een nieuwe eigen serie.

## Personages

### Carter Hall
Carter Hall was de originele Hawkman, en is tevens de huidige Hawkman. Hij is in werkelijkheid Khufu, een Egyptische prins die samen met zijn vriendin werd vermoord. Het mes waarmee ze vermoord werden was gemaakt van Nth Metaal. Dit, gecombineerd met de sterke band tussen de twee, maakte dat ze in de eeuwen erop regelmatig reïncarneerden.
Aanvankelijk werd Carter na de jaren 40 uit de strips geschreven, maar in de jaren 80 keerde hij weer terug.

### Katar Hol
Katar Hol is chronologisch de tweede Hawkman, hoewel hij in de huidige continuïteit van DC Comics de derde Hawkman is.
Katar was een politieagent van de planeet Thanagar. Net als alle Thanagarianen had hij van nature havikvleugels. Hij en zijn vriendin Shayera kwamen naar de Aarde om een crimineel op te sporen, en zijn nadien gebleven. Gedurende de Silver Age was Katar lid van de Justice League.
Na het verhaal Crisis on Infinite Earths werd Katar Hols achtergrond veranderd. In deze nieuwe versie kwam hij in de jaren 80 pas naar de aarde, en was de Hawkman die voor zijn komst bij de Justice League zat een spion.

### Fel Andar
Fel Andar is chronologisch de derde Hawkman, maar volgens de continuïteit in de strips de tweede Hawkman. Hij was een spion van de Thanagarianen, die door zijn leger naar de Aarde was gestuurd om te infiltreren bij de Justice League. Hij deed zich voor als de zoon van Carter Hall en Shierra Hall. Toen Hawkwoman hem ontmaskerde, was Andar gedwongen te vluchten.

### Charley Parker
Oorspronkelijk een lid van de Teen Titans genaamd Golden Eagle. Hij assisteerde tijdelijk Carter Hall. Toen Carter om leek te komen, nam Charley een tijdje zijn plaats in. In werkelijkheid was Charley de zoon van Fel Ander, die wraak wilde nemen op Carter. Carter wist Charley te verslaan en zijn titel als Hawkman terug te nemen.

## Krachten en vaardigheden
Alle versies van Hawkman gebruiken het "Nth Metal" om de zwaartekracht te overwinnen en zo te vliegen. Het metaal zit in hun riem en kan mentaal worden gestuurd. Tevens bezit Hawkman vleugels om zichzelf te sturen in de lucht.
De Silver Age Hawkman had van nature een scherp gezichtsvermogen. Hij kon tevens met vogels praten op dezelfde manier als dat Aquaman met zeewezens kon praten.
Alle versies van Hawkman gebruiken bij voorkeur oude wapens zoals de knots, speer, net en schild. De moderne Hawkman geeft de voorkeur aan deze wapens daar hij hier meer vertrouwd mee is.
Elke versie van Hawkman beschikt over bovenmenselijke kracht. Van de Golden Age Hawkman werd gezegd dat hij zo sterk is als 12 man. Deze kracht krijgt Hawkman eveneens van het Nth Metaal. Tevens versterkt het Nth Metal de genezing van de drager.

## Andere media
- Hawkmans debuut buiten de strips was in de serie The Superman/Aquaman Hour of Adventure, waarin Hawkman een paar gastrollen had.
- Hawkman deed mee in de Super Friends-series, te weten The All-New Super Friends Hour, Challenge of the Super Friends, Super Friends: The Legendary Super Powers Show, en The Super Powers Team: Galactic Guardians.
- Hawkman werd gespeeld door Bill Nuckols in de serie Legends of the Superheroes.
- In de laatste drie afleveringen van de serie Justice League viel een Thanagariaans leger de aarde aan. Een van de soldaten leek sterk op de Silver Age Hawkman. Zijn naam was Hro Talak (een anagram van Katar Hol). Hij gebruikte niet de naam Hawkman
- In Season 3 van de serie Justice League Unlimited kwam wel een Hawkman voor. Dit was de Carter Hall Hawkman. Hij was een archeoloog die Thanagariaanse technologie had ontdekt in een Egyptische tombe. Hij was ervan overtuid dat hij en Hawkgirl reïncarnaties waren van twee Thanagariaanse geliefden.
- Hawkman had een gastrol in de serie The Batman.
- Acteur Michael Shanks vertolkte de rol van Hawkman in seizoen 9 en 10 van de serie Smallville, waaronder de televisiefilm Absolute Justice.
- Hawkman wordt gespeeld door Falk Hentschel in de aankomende serie Legends of Tomorrow. Ter introductie van deze serie maakte hij eerst zijn opwachting in seizoen 2 van The Flash en Seizoen 4 van Arrow. In deze serie is hij een reincarnatie van een oud-Egyptische krijger, die al eeuwenlang in meerdere levens in conflict is met Vandal Savage.
- Hawkman wordt gespeeld door Aldis Hodge in de film Black Adam uit 2022. Deze film speelt zich af in het DC Extended Universe (DCEU). In deze film werkt hij samen met Amanda Waller en zijn team, The Justice Society, bestaande uit Dr. Fate, Atom Smasher en Cyclone.